# 260 (عدد)
260 هو عدد صحيح  طبيعي بين 259 و261

## في الرياضيات

### خصائص
- 260عدد زوجي
- 260 عدد زائد
- 260 عدد مضلعي (11 أضلاع-...)